# The 4th Coming
The 4th Coming (viết tắt T4C), tiếng Pháp gọi là La Quatrième Prophétie (Lời tiên tri thứ tư), là một game nhập vai trực tuyến nhiều người chơi (MMORPG) do hãng Vircom Interactive phát hành vào năm 1999 cho Microsoft Windows. The 4th Coming sau được Dialsoft mua lại, hiện đang bán giấy phép máy chủ và tiếp tục phát triển trò chơi dưới tên dự án không chính thức là T4C V2.

## Lối chơi
Người chơi bắt đầu bằng cách tạo ra một nhân vật con người. Sau khi chọn tên và giới tính, một số câu hỏi cụ thể dẫn đến phân phối cơ bản các điểm thuộc tính. Những câu hỏi này có năm câu trả lời có thể. Một trong năm câu trả lời không cung cấp lợi ích nào khi kết thúc việc tạo nhân vật, trong khi bốn câu trả lời còn lại sẽ tăng các thuộc tính khác nhau. Phần cuối cùng của việc tạo nhân vật cho phép người chơi cuộn điểm thuộc tính. Chức năng này không bị giới hạn, do đó người chơi có thể chọn sử dụng lại cho đến khi chúng có vẻ phù hợp; thế nhưng giá trị tối đa của các thuộc tính của nhân vật bị giới hạn bởi câu trả lời của người chơi đối với các câu hỏi trước.
Người chơi du hành qua thế giới ảo tương tác với nhau, mở khóa và hoàn thành nhiệm vụ, chiến đấu với quái vật trong thời gian thực, kết đồng minh với những người chơi khác, v.v...
Không có các lớp nhân vật được xác định trước. Trang bị, phép thuật và kỹ năng chỉ bị hạn chế bởi các yêu cầu về chỉ số. Điều này, với hệ thống điểm chỉ số động của trò chơi, cho phép người chơi phát triển nhân vật của mình theo ý muốn với nhiều loại khác nhau. Các nhân vật cũng phát triển sự liên kết tốt hay xấu trong suốt trò chơi tùy thuộc vào nhiệm vụ họ chọn làm, cho phép họ tiếp cận các phần thưởng và cửa hàng nhiệm vụ khác nhau (chẳng hạn như các nhân vật xấu có quyền tiếp cận chợ đen thông qua nhiệm vụ Black Market Quest).
Ở một cấp độ nhất định, người chơi có thể chọn tái sinh thành một seraph (thiên thần tối cao). Nó sẽ khiến nhân vật reset lại xuống level 1. Tuy nhiên, nhân vật có được sự gia tăng các thuộc tính ban đầu, cũng như tăng cường khả năng phòng thủ và ánh hào quang tỏa sáng để làm cho nhân vật mạnh hơn trước. Nhân vật cũng sở hữu đôi cánh dựa trên sự liên kết của mình: Trắng và vàng cho các nhân vật tốt, hoặc đen và đỏ cho các nhân vật ác. Trở thành một seraph cũng cho phép nhân vật truy cập vào nhiều khu vực trong trò chơi mà các nhân vật "phàm nhân" không thể vào được.

## Lịch sử
Vircom lần đầu tiên phát hành The 4th Coming vào năm 1998. Vào tháng 5 năm 2000, phiên bản 1.10 của T4C đã được tung ra, sử dụng giao diện mới hỗ trợ các nhóm, phòng chat riêng, macro và thùng đồ dưới dạng ô vuông. Vào tháng 6 năm 2003, một thỏa thuận đã được hoàn tất giữa Pole, SARL của Pháp và Vircom trao cho Pole quyền hoạt động độc quyền làm máy chủ châu Âu của trò chơi. Có tới hơn 500.000 người chơi đã đăng ký chơi game này vào năm 2002. Vào ngày 3 tháng 9 năm 2003, Giám đốc điều hành và người sáng lập ban đầu của Vircom là Sylvain Durocher đã đệ đơn khiếu nại vi phạm bản quyền ở Canada.